# Oberampfrach

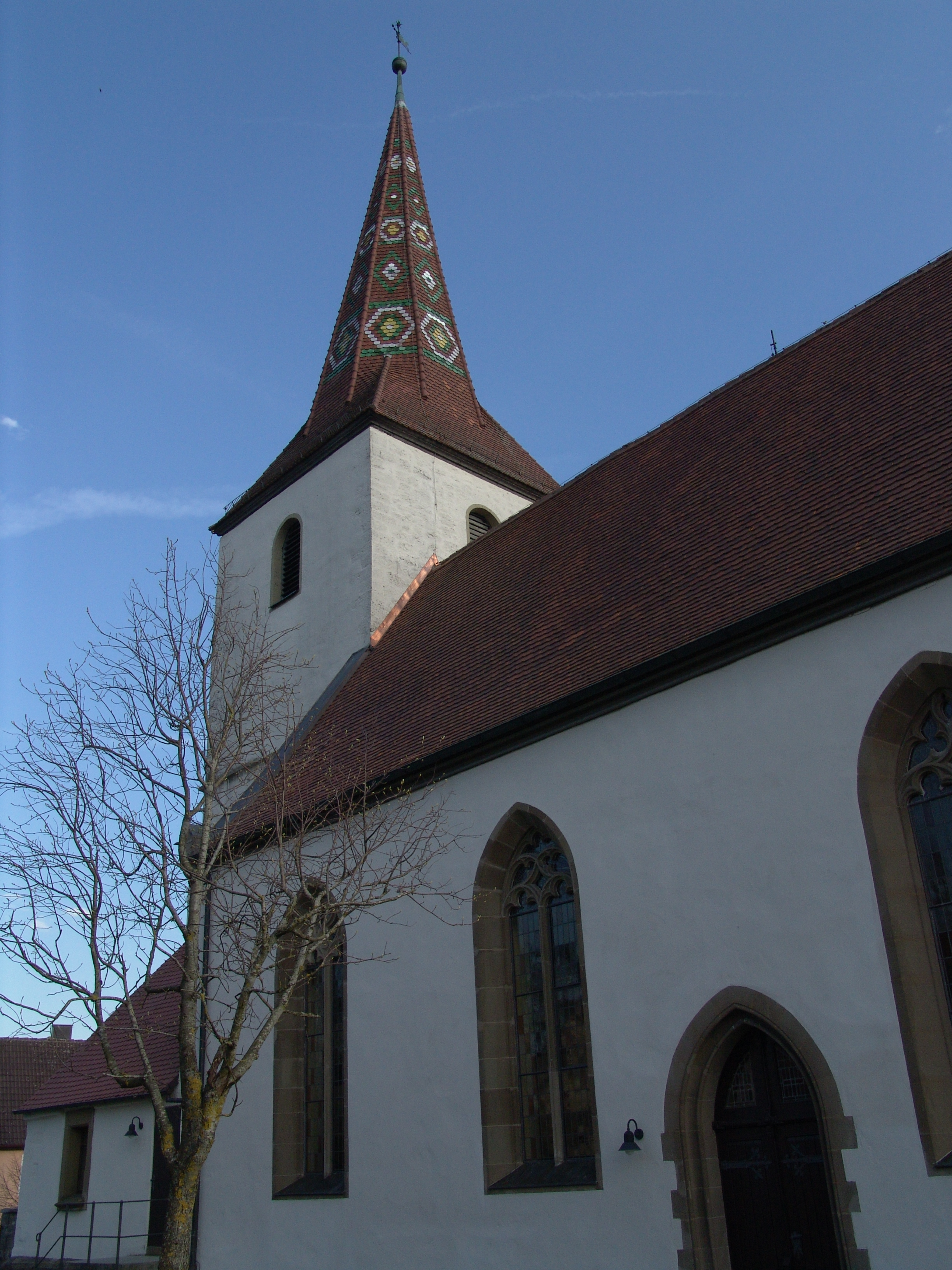
St. Georg

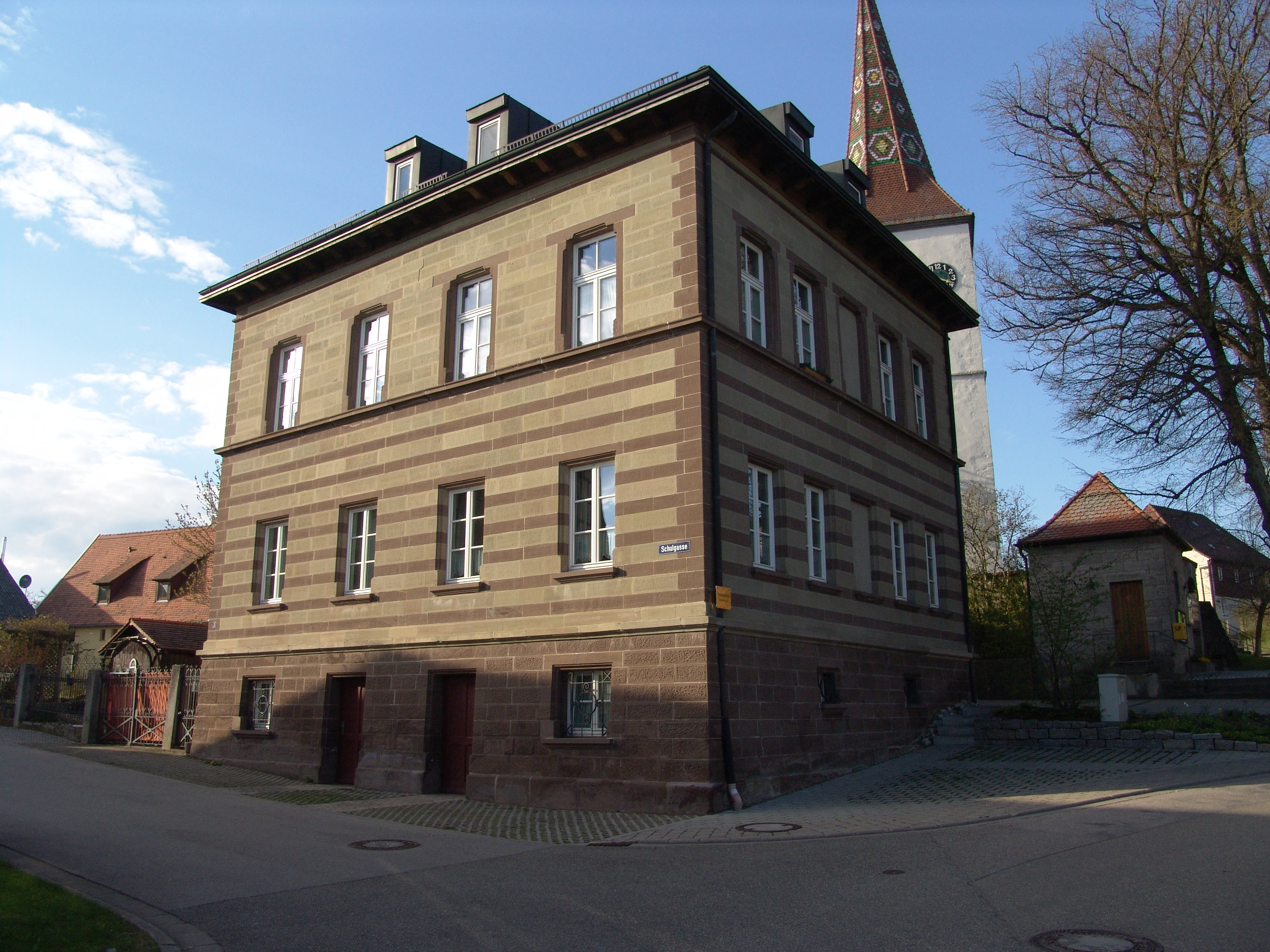
Ehemaliges Schulhaus

Oberampfrach ist ein Gemeindeteil der Gemeinde Schnelldorf im Landkreis Ansbach (Mittelfranken, Bayern). Zum Gemeindeteil zählt die Einöde Auhof. Die Gemarkung Oberampfrach hat eine Fläche von 18,145 km². Sie ist in 2353 Flurstücke aufgeteilt, die eine durchschnittliche Fläche von 7711,45 m² haben. In ihr liegen neben dem namensgebenden Ort die Gemeindeteile Grimmschwinden und Schnelldorf.

## Geografie
Das Pfarrdorf liegt nördlich von der Ampfrach und südwestlich vom Aubach, einem linken Zufluss der Ampfrach. Im Westen liegt der Kreuzbuck, im Osten grenzt das Lehenfeld an. 1 km nördlich befindet sich der Schloßberg (534 m ü. NHN), 1 km östlich der Bergmann (530 m ü. NHN). Beides sind Erhebungen der Schnelldorfer Hardt, die Teil der Frankenhöhe ist.
Die Staatsstraße 2222 führt nach Schnelldorf (1,5 km westlich) bzw. nach Unterampfrach (2,3 km südöstlich). Die Kreisstraße AN 4 zweigt von der St 2222 ab und führt nach Bottenweiler zur AN 5 (3,5 km nordöstlich).

## Geschichte
Erstmals urkundlich erwähnt wurde der Ort am 22. Oktober 1299. Lupold II. von Weiltingen gab seiner Ehefrau Margarete Hakke von Wellstein als Entschädigung die Dörfer Unter- und Oberampfrach. Zuvor hatte er Güter, die ihr ursprünglich gehörten, an das Frauenkloster Kirchheim verkauft. Die ursprünglichen Schreibweisen des Ortes lauteten „Ampfre“, „Ampfraw“ und „Ampherach“. Es gab im Ort eine Kirche, die spätestens im 14. Jahrhundert zur Pfarrei erhoben war. In einer Urkunde vom 12. Juli 1379 wurde nämlich bestätigt, dass der Bischof von Augsburg die Pfarrei Oberampfrach dem Feuchtwanger Stift überlassen hatte. Der Ort unterstand ursprünglich adeligen Besitzern, u. a. (in chronologischer Reihenfolge) den Herren von Seckendorff, von Heßberg und von Seinsheim. Georg Ludwig von Seinsheim, genannt der Jüngere verkaufte 1597 seine Ansprüche an das Fürstentum Ansbach.
Oberampfrach lag im Fraischbezirk des ansbachischen Oberamtes Feuchtwangen. Im Jahre 1732 bestand der Ort aus 18 Anwesen mit 19 Mannschaften, einer Kirche, einem Pfarrhaus und einer Schule und einem Gemeindehirtenhaus. Grundherren waren
- Feuchtwangische Ämter:
  - Kastenamt Feuchtwangen: 1 Gütlein;
  - Klosterverwalteramt Sulz: 1 Gütlein;
  - Stiftsverwalteramt Feuchtwangen: 2 Güter;
  - Vogtamt Ampfrach: 1 Hof, 1 Hof mit doppelter Mannschaft, 1 Halbhof mit Schmiede, 1 Halbhof mit Tafernwirtschaft, 5 Gütlein, 1 Haus
- die Reichsstadt Dinkelsbühl: 3 Halbhöfe, 1 Gütlein.[8] Gegen Ende des Alten Reiches gab es nur noch 16 Anwesen, von denen vier der Reichsstadt Dinkelsbühl unterstanden.[9][10] Von 1797 bis 1808 unterstand der Ort dem Justiz- und Kammeramt Feuchtwangen.

Mit dem Gemeindeedikt (frühes 19. Jahrhundert) wurde mit Grimmschwinden, Heckelmühle, Schnelldorf und Ungetsheim das Steuerdistrikt Oberampfrach gebildet. Zugleich entstand die Ruralgemeinde Oberampfrach, zu der Grimmschwinden, Heckelmühle und Schnelldorf gehörten. Sie war in Verwaltung und Gerichtsbarkeit dem Landgericht Feuchtwangen und in der Finanzverwaltung dem Rentamt Feuchtwangen zugeordnet (1919 in Finanzamt Feuchtwangen umbenannt). Ab 1862 gehörte Oberampfrach zum Bezirksamt Feuchtwangen (1939 in Landkreis Feuchtwangen umbenannt) und von 1943 bis 1973 zum Finanzamt Dinkelsbühl, seit 1973 zum Finanzamt Ansbach. Die Gemeinde hatte 1964 eine Gebietsfläche von 18,160 km². Am 21. Dezember 1971 wurde die Gemeinde nach Schnelldorf umbenannt.

### Baudenkmäler
In Oberampfrach gibt es drei Baudenkmäler:
- Pfarrgasse 1: evangelisch-lutherische Pfarrkirche St. Georg: verputzte Chorturmkirche mit Spitzhelm, zweite Hälfte 15. Jahrhundert, Erweiterungen nach Norden 1707, nach Westen 1892; mit Ausstattung; Friedhofsmauer, im Kern wohl mittelalterlich
- Pfarrgasse 2: Pfarrhaus, zweigeschossiger Putzbau mit Krüppelwalmdach und Fachwerk-Obergeschoss, 1748
- Schulgasse 2: ehemaliges Schulhaus, zweigeschossiger polychromer Sandsteinquaderbau auf hohem Kellergeschoss mit flachem Walmdach, im Stil der Neurenaissance, 1897; Pfeilergitterzaun, schmiedeeisern, gleichzeitig

### Bodendenkmäler
In der Gemarkung Oberampfrach gibt es zwei Bodendenkmäler.

### Einwohnerentwicklung
Gemeinde Oberampfrach
| Jahr      | 1818   | 1840   | 1852   | 1855   | 1861   | 1867   | 1871   | 1875   | 1880   | 1885   | 1890   | 1895   | 1900   | 1905   | 1910   | 1919   | 1925   | 1933   | 1939   | 1946   | 1950   | 1952   | 1961   | 1970   |
| Einwohner | 499    | 734    | 821    | 802    | 871    | 857    | 892    | 1004   | 1028   | 1088   | 1103   | 1089   | 1089   | 1080   | 1071   | 1072   | 1087   | 1057   | 1034   | 1336   | 1468   | 1402   | 1340   | 1436   |
| Häuser    | 118    | 125    |        |        |        |        | 153    |        |        | 188    | 184    |        | 189    |        |        |        | 201    |        |        |        | 215    |        | 261    |        |
| Quelle    | [ 11 ] | [ 18 ] | [ 19 ] | [ 19 ] | [ 20 ] | [ 21 ] | [ 22 ] | [ 23 ] | [ 24 ] | [ 25 ] | [ 26 ] | [ 19 ] | [ 27 ] | [ 19 ] | [ 28 ] | [ 19 ] | [ 29 ] | [ 19 ] | [ 19 ] | [ 19 ] | [ 30 ] | [ 19 ] | [ 13 ] | [ 31 ] |

Ort Oberampfrach
| Jahr      | 001818 | 001840 | 001861 | 001871 | 001885 | 001900 | 001925 | 001950 | 001961 | 001970 | 001987 |
| Einwohner | 109    | 180    | 208    | 215    | 270    | 259    | 257    | 285    | 216    | 241    | 187    |
| Häuser    | 28     | 39     |        |        | 50     | 51     | 49     | 47     | 48     |        | 57     |
| Quelle    | [ 11 ] | [ 18 ] | [ 20 ] | [ 22 ] | [ 25 ] | [ 27 ] | [ 29 ] | [ 30 ] | [ 13 ] | [ 31 ] | [ 1 ]  |

## Religion
Der Ort ist Sitz der Pfarrei St. Georg und seit der Reformation evangelisch-lutherisch geprägt. Die Einwohner römisch-katholischer Konfession sind nach St. Ulrich und Afra (Feuchtwangen) gepfarrt.

## Persönlichkeiten
- Johann Christian Oeder (1774–1837), Wollhändler und Bankier sowie Beigeordneter Bürgermeister der Stadt Aachen und Präsident der IHK Aachen. Er war der Sohn von Johann Lorenz Oeder, langjähriger Pfarrer an St. Georg